# Ladhar Bheinn
Pour les articles homonymes, voir Bheinn.
Le Ladhar Bheinn (lɑrvɛn, montagne du sabot en gaélique écossais) est l'un des plus hauts sommets de la péninsule de Knoydart derrière le Sgurr na Cìche, sur la côte ouest de l'Écosse. La montagne surplombe le loch Hourn ; il s'agit du munro le plus à l'ouest de l'Écosse, en excluant les sommets des îles des Hébrides.

## Ascension
La voie d'accès la plus utilisée est au départ de Barrisdale au nord-est, ou d'Inverie au sud. Depuis Barrisdale, le Ladhard Bheinn peut s'inclure dans le circuit de Coire Dhorrcaill ; cette route comprend une grande quantité de marche sur des rochers et le long de parois rocheuses, particulièrement au nord du sommet subsidiaire de Stob a Chearcaill.